# Burmophora
Burmophora is een geslacht van insecten uit de familie van de Bochelvliegen (Phoridae), die tot de orde tweevleugeligen (Diptera) behoort.

## Soorten
- B. rostrata (Borgmeier, 1967)
- B. vitrinervis (Malloch, 1912)